# 古贺零式机

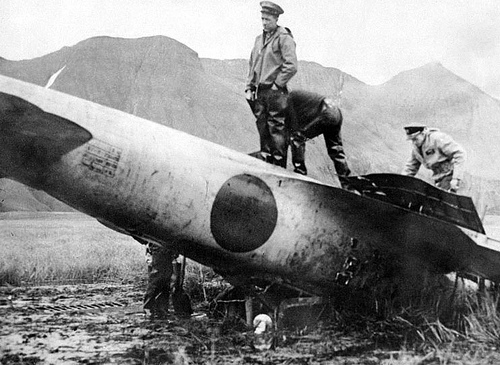
美國海軍人員於1942年7月11日在安庫坦島檢查古賀零式機

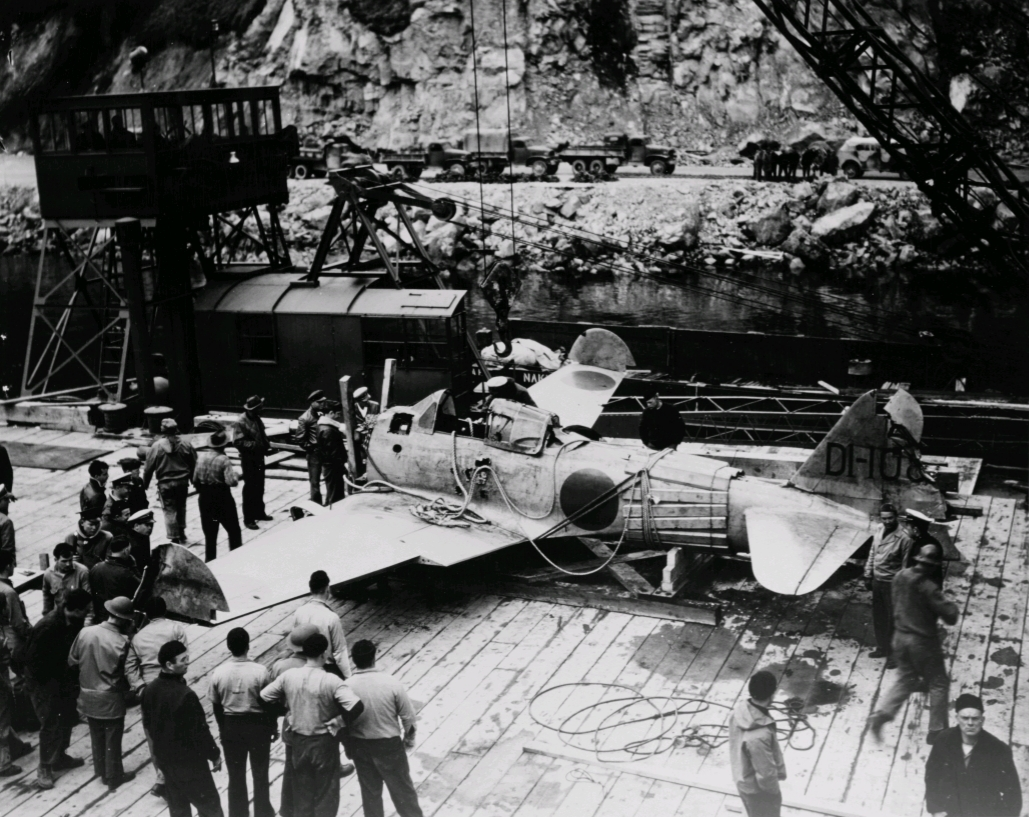
1942年7月裝船運往美國本土

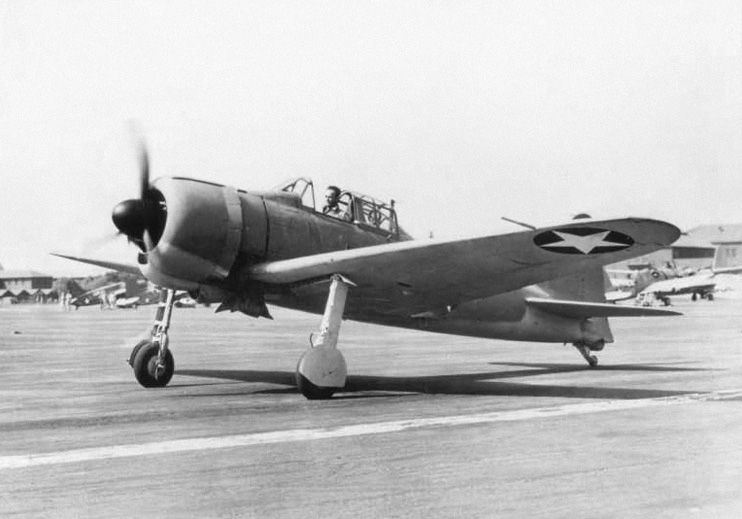
美軍飛行員於1942年9月在聖地牙哥試飛。

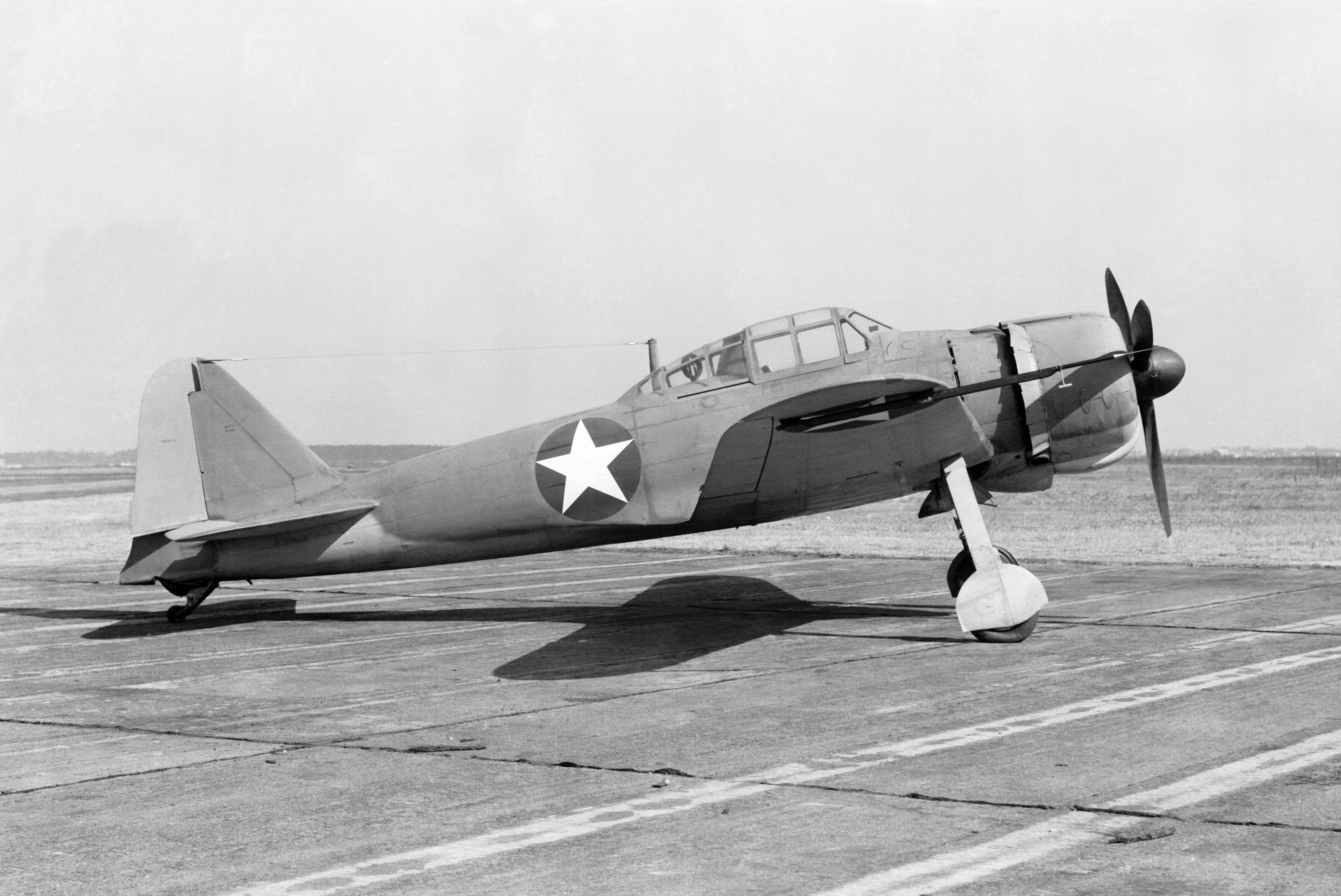
1943年3月在蘭利研究中心

古賀零式機（英語：Akutan Zero，亦稱或），是第二次世界大战時大日本帝國海軍飛行員古賀忠義出擊阿拉斯加時墜於安庫坦島的零戰二一型艦上戰鬥機。古賀忠義戰死，但未受損傷的戰鬥機被美國捕獲，是美國第一個在戰爭中所取得能夠飛行的零式機。它修復後由美國的測試飛行員飛行。結果在這些測試所得到的資訊，使得美國能夠想出打敗零式的方法，這飛機是大日本帝國海軍遍及戰場的主要戰鬥機。
1940年，在中國與日本作戰的飛虎隊指揮官陳納德寫了一篇關於零式機性能的秘密報告，描述其速度、靈活性、火力與續航力。然而美國戰爭部的分析師將其視為“徹頭徹尾的胡說八道”，並結論從空氣動力學來看，零式機不可能有陳納德所說的性能。
古賀零式機被描述成對美國極具價值的獎品，並且可能是太平洋战争中的最大獎。日本歷史學者奥宮正武記載，捕獲古賀零式機嚴重性不亞於日本敗於中途岛海战，並且這加速造成日本最後的失敗。另一方面，John Lundstrom是屬於挑戰「主張解剖古賀零式機才想出戰術來打敗傳說中的飛機」。
1945年，古賀零式機毀於訓練意外。它的一部份被保留在美國的許多博物館。

## 零式戰鬥機
1937年中日戰爭爆發後，日軍轟炸機持續遭到中國空軍戰鬥機的攻擊。原本用於護航的三菱九六式艦上戰鬥機航程有限，導致日本海軍航空隊提出新一代「護航戰鬥機」的需求，成果就是三菱零式艦上戰鬥機（通稱「零戰」）。
零戰於1939年首飛，極為輕巧敏捷，其機動性和航程優於當時世界上任何其他戰鬥機。1940年陳納德寫了一份報告，警告零戰的突出性能，遭到美國戰爭部分析人員駁斥，稱其為「胡言亂語」，認為零戰在空氣動力學上不可能達到報告所稱的性能。隨著戰爭的爆發，美軍部隊開始面對零戰，其機動性在戰爭前兩年沒有任何盟軍戰鬥機可匹敵。美國王牌飛行員威廉·N·倫納德 (William N. Leonard) 表示：「在這些早期的交戰中，我們學到了與零戰進行纏鬥的愚蠢之處」。
然而為了實現這種纏鬥敏捷性，日本工程師犧牲了零戰的防禦力。零戰的結構非常輕巧，它沒有裝甲，也沒有自封油箱。美國作家吉姆·裡爾登表示：「零戰可能是二戰中最容易被擊落的戰鬥機......日本人沒有準備或是沒有能力在二戰中建造更先進的戰鬥機，來應對質與量不斷增加的美軍戰鬥機。」零戰是整場戰爭期間日本海軍的主要戰鬥機，生產了大約10,500架。
珍珠港事件期間有九架零戰被擊落，從這些殘骸中，盟軍了解到零式飛機缺乏裝甲和自封油箱，但除此之外幾乎一無所知，此時零戰的飛行性能特徵（對於制定反制戰術和機種研發至關重要）仍然是個謎。
在回收古賀零式機之前，盟軍曾獲得其他三架被擊落的零戰。豐島一駕駛的零戰在達爾文空襲後墜毀在澳洲梅爾維爾島。該機嚴重受損，豐島成為澳洲第一個在太平洋戰爭中俘虜的日本人。前田芳光駕駛的另一架零戰在新幾內亞羅德尼角附近墜毀，派去回收飛機的團隊在鋸斷機翼時犯錯使翼梁斷裂，導致飛機無法飛行。第三架來自中國，格哈德·諾依曼從其他迫降的零戰取出零件，修復了一架可飛行的零戰。然而由於惡劣的戰況條件，導致運輸花上許多時間，在回收古賀零式機之後，諾伊曼的零戰才抵達美國進行測試。

## 古賀忠義最後的任務

### 任務
作為日本進攻中途島計畫的一部分， 由角田覚治少將率領的日本第四航空戰隊，在1942年6月3日、4日兩度空襲阿留申群島烏納拉斯卡島的荷蘭港。
古賀忠義當時 19 歲，在6月4日座機從日本航空母艦龍驤號上起飛作戰。古賀是小隊中的二號，一號機駕駛是遠藤信，三號機駕駛是鹿田二男。小隊空襲荷蘭港後，在回程時擊落一架美國PBY卡塔琳娜水上飛機，並向水中的倖存者掃射，殺死了PBY的乘組員。在此過程中，古賀的座機被機槍命中受損。
鹿田二男在1984年出版回憶錄，聲稱古賀的座機是在攻擊停泊在海灣的兩架PBY時受到損傷。但此記述沒有提到將PBY擊落，且與美國和日本的記錄矛盾，因為6月4日海灣裡沒有停泊PBY。 然而，他的說法與6月3日中美國的記錄相符。歷史作者吉姆·瑞爾登指出「事件過去近半個世紀，鹿田的記憶似乎把6月3日和6月4日的襲擊弄混了......鹿田也有可能選擇性記憶，故意忽略不提擊落PBY與掃射倖存者的事件」。
除了港內的美國海軍艦艇，駐紮當地的第206海岸砲兵團的成員，都聲稱擊中了古賀的座機，但都沒有明確的證據。第206海岸砲兵團也有配備了3英寸高射砲和 0.50 口徑機槍。事後對飛機的檢驗結果顯示，飛機遭到了輕型武器的射擊，機身上方和下方都有0.50 口徑子彈或更小的彈孔。

### 墜機
致命彈切斷了潤滑油管路，飛機立即開始漏油。 古賀降低速度，以盡可能防止引擎停止。
小隊飛往荷蘭港以東 25 英里的安庫坦島，該島事先已被指定用於緊急降落。 一艘日本潛艦在島附近等候，被派去營救被擊落的飛行員。到達後，三架零式戰鬥機環繞著布羅德灣內陸半英里處的一片草地。鹿田以為該處地面是堅硬的，但在第二次飛過時，他注意到有水面反光。此時應該要以機腹著陸，但那時古賀已經放下起落架，準備迫降了。
由於飛機的起落架陷入水面和爛泥中，導致飛機往前翻轉後停下。儘管飛機幾乎完好無損，但古賀在著陸的撞擊中當場死亡，可能是由於頸椎或頭部受重創。雖然事前有受命摧毀任何墜毀在敵方領土上的零式戰鬥機，但由於懷疑古賀還存活，古賀的僚機決定直接離開。安庫坦島附近的日軍潛艦，在被美軍驅逐艦趕走之前，一直徒勞地搜尋古賀的身影。

## 機體回收
墜機地點遠離通常的空中航線，從海上船舶也無法看到，因此過了一個多月都一直未被發現。1942年7月10日，威廉「比爾」蒂斯中尉駕駛的PBY卡塔琳娜，在使用航位推測法巡邏飛行時迷失了方向。在定位舒馬金群島的位置後，飛機沿著最短航線返回荷蘭港。在經過阿庫坦島上空時，機長阿爾伯特·納克（註：美國海軍所稱的「機長」，指的是飛機的負責維修者，不是駕駛）發現了古賀的機體。蒂斯的飛機繞著墜機地點飛行了幾分鐘，在地圖上標注位置後，返回荷蘭港進行報告。蒂斯說服了指揮官保羅·福利，讓他帶隊去調查。7月11日，團隊到達現場調查，海軍攝影師阿瑟·W·鮑曼在同時拍照紀錄。
蒂斯的團隊讓納克（身材最矮的成員）爬進飛機，用刀割斷安全帶，把古賀的遺體從飛機上拉出來。在搜尋過任何具有情報價值的東西後，將古賀埋葬在墜機地點附近的一個淺墳裡。蒂斯的團隊返回荷蘭港，並報告飛機可以回收。7月12日，羅伯特·基爾姆塞中尉率領的一支回收隊被派往阿庫坦，團隊在附近的一個小山丘上為古賀舉行了基督教葬禮後開始回收飛機，但因缺乏大型起重機而放棄。7月15日，第三支回收隊出動。這次有了起重設備，團隊總算能夠將飛機從泥漿中拉出來，並將其拖運到附近的駁船上而沒有進一步損壞它。飛機被帶回荷蘭港後翻正，並進行清洗。
古賀零式機被裝載到聖米耶爾號輸送艦上，於8月1日抵達西雅圖，進行進一步修復，包括拉直垂直尾翼、方向舵、翼尖、襟翼和座艙罩。斷裂的起落架需要精細維修，住友製造的三葉螺旋槳經過修整後繼續使用，機身的紅色日之丸被重新塗上了美國空軍藍圓白星。修復過程中，飛機受到憲兵24小時看守，以防止有人想盜取零件作為紀念品。古賀零式機在9月20日恢復正常飛行。

## 參照
1. ↑  Readen, Enemy.
2. ↑  .   [2014-08-13]. （原始内容存档于2010-01-17）.
3. ↑  Michael I. Handel. . Psychology Press. 1989: 139  [2019-01-29]. ISBN 978-0-7146-3311-4. （原始内容存档于2019-08-09）.
4. 1 2  Rearden, Fighter, x.
5. ↑  Larry Dwyer. . The Aviation History On-Line Museum. 2003  [2008-12-09]. （原始内容存档于2020-12-11）.
6. ↑  Okumiya, 160–163